# 歌仔冊
歌仔冊（臺羅：kua-á-tsheh）為歌仔說唱時使用的「文本」，是近代重要的一種閩南語通俗文學，主要流行於閩南或台灣等閩南人生活區域。歌仔冊對閩南語白話的文書系統有著重大的影響，雖然歌仔冊的用字不統一，且經常使用漢字借音、訓讀等非本字、正字來進行韻文書寫創作，但亦有為後世可取之用字。歌仔冊內容除反映出當時各階層人民的生活經驗外，亦可視為當時的閩南語語彙記錄，是極珍貴的社會史資料。今日的臺語文、臺閩字以及臺語流行音樂歌詞的使用與書寫無非皆是受到歌仔冊的深遠影響。

## 簡介
歌仔原本為口頭流傳的短謠，為了便利紀錄與傳誦，開始將之編輯成冊，初為手抄，後來開始出現印刷本。清末閩南地區（如廈門、漳州等）盛行歌仔冊，刊行歌仔冊的發行地則有廈門、泉州和上海等地。日治時期大正、昭和年間開始有臺灣出版社自行印刷歌仔冊，如：臺北北門町黃塗活版所、嘉義捷發漢書部、嘉義玉珍漢書部（後改名為玉珍書局）、臺中瑞成書局、臺北周協隆書店等。其後因隨著皇民化運動推行及戰後社會變遷，歌仔冊發行漸減，目前市面可見歌仔冊主要是竹林書局發行版本，在新竹竹林書局及臺中瑞成書局仍可購得。
現存最早的歌仔冊為英國牛津大學博德利圖書館典藏清道光6年（1826年）刊行的〈新傳臺灣娘仔歌〉與〈繡像王抄娘新歌〉，其中〈繡像王抄娘新歌〉國立臺灣大學圖書館也有典藏。

## 文字使用
歌仔冊文本是沒有受規範的閩南語漢字。歌仔冊的書寫者為了讓歌仔冊的內容更接近大眾、平易近人，於是必須避免使用過於艱澀的漢字，盡量使用通俗易懂的文字表達意思。然而，歌仔冊書寫者並沒有本字或正字的觀念，加上閩南語的單詞或字音於尋找正字時，常有爭議，因此歌仔冊書寫者往往使用大量的「借音字」或「訓讀字」以達到通俗易讀懂的效果。

## 現存保存單位
目前在臺灣歌仔冊典藏情況，中央研究院歷史語言研究所傅斯年圖書館至少約566種，國立臺灣大學圖書館所藏歌仔冊約1,165冊（含複本），主要為楊雲萍教授、林良哲、郭雙富、楊水虳、黃昭堂、柯榮三等人收藏，並建置「歌仔冊與唸歌 （页面存档备份，存于）」專門網站，可提供民眾瀏覽歌仔冊影音圖像。在博物館方面，國立臺灣歷史博物館藏有約150件，國立臺灣文學館則約藏有217件，並建置「台灣民間文學歌仔冊資料庫 （页面存档备份，存于）」，讓民眾可於線上全文檢索歌仔冊內容與部分可閱聽。
在國外方面，英國牛津大學博德利圖書館藏有荷蘭漢學家龍彼得（Piet Van der Loon）教授舊藏閩南語歌仔冊（索書號：4028-4491）約531冊，中國福州大學世界文明研究中心（俗稱西觀藏書樓）藏有瑞典漢學家施舟人（Kristofer Marinus Schipper）於1960年代在臺灣收集的歌仔冊近千種。

## 相關
- 歌仔冊文字